# Obraz Matki Bożej Sokalskiej
Matka Boża Sokalska – obraz przedstawiający Najświętszą Maryję Pannę z Dzieciątkiem Jezus w typie ikonograficznym Hodegetria, czczony pierwotnie w kościele bernardynów w Zabużu pod Sokalem. Oryginał spłonął w 1843 roku, obecnie w kilku kościołach w Polsce czczone są jego kopie.

## Historia obrazu
Obraz powstał prawdopodobnie w XIV w., a jego autorem był litewski malarz Jan Wężyk. Według legendy miał on stworzyć kopię obrazu Matki Boskiej Częstochowskiej będąc ślepym i prosząc Maryję o uzdrowienie. Nowo powstały wizerunek odesłano na wschód, gdzie umieszczono go najpierw w lepiance, a od XVI w. w świeżo wybudowanym kościele Dziewicy Maryi przy klasztorze bernardynów pod Sokalem.
Pierwszy udowodniony cud za wstawiennictwem Matki Bożej Sokalskiej pochodzi z 1591 roku, kiedy książę Stanisław Radziwiłł przyprowadził przed jej oblicze swoją córkę Elżbietę chorą na suchoty. Według źródeł kościelnych, dziewczyna natychmiast doznała uzdrowienia. Inna rozpowszechniana historia pochodzi z 1709 roku. Aniela Polanowska, cześnikowa Bełza jechała konno do Sokala, kiedy zwierzę przestraszywszy się czegoś zmyliło drogę i zamiast na most, wjechało prosto do Bugu. Cześnikowa wzywając Matkę Bożą Sokalską na pomoc dała radę wydostać się na drugi brzeg bez żadnego uszczerbku na zdrowiu.
Legenda głosi również, że w czasie powstania Chmielnickiego przybyli do Sokala Kozacy i Tatarzy zobaczyli na murach klasztornych zastępy wojsk anielskich wiedzione przez Matkę Bożą Sokalską i odstąpili od oblężenia. Wieść o cudzie rozniosła się po całym kraju i kilkuset przedstawicieli szlachty koronnej i litewskiej zażyczyło sobie w testamentach, żeby spocząć w katakumbach bernardyńskiego klasztoru w Zabużu pod Sokalem.
8 września 1724 roku łaskami słynący obraz Matki Bożej Sokalskiej został ukoronowany przez arcybiskupa lwowskiego Jana Skarbka. Był to czwarty obraz koronowany na prawie papieskim na ziemiach Rzeczypospolitej.
W 1843 roku oryginalny obraz spłonął w pożarze kościoła i zabudowań klasztornych. Lwowski artysta Jan Kumala w krótkim czasie wykonał jednak kopię, która od 1848 roku otoczona była przez miejscową ludność takim samym kultem. W dwusetną rocznicę koronacji oryginału, oficjalna sokalska kopia obrazu została koronowana przez arcybiskupa lwowskiego Bolesława Twardowskiego.
Kiedy w 1951 roku Zabuże znalazło się poza granicami Polski (Umowa o zmianie granic z 15 lutego 1951), obraz został nielegalnie przewieziony przez polską ludność do kościoła św. Bernardyna w Krakowie i umieszczony w małej kaplicy obok zakrystii. Początkowo pozostawał ukryty ze względu na panujący wówczas terror stalinowski. Od wydarzeń odwilży 1956 roku udostępniony do prywatnej adoracji i modlitwy. W 2001 roku, w 50. rocznicę Akcji H-T (wysiedlenia ludności polskiej z ziemi sokalskiej) obraz poddano konserwacji w pracowni Jerzego Kumali i udekorowano okolicznościowymi sukienkami oraz złotymi koronami autorstwa Tadeusza Rybskiego, a rok później przeniesiono do kościoła św. Stanisława Kostki w Hrubieszowie, który od tej pory nosi tytuł Sanktuarium Matki Bożej Sokalskiej. Z tej okazji ks. Jan Twardowski napisał Modlitwę do Matki Bożej Pocieszenia z Sokala z okazji przywiezienia wizerunku z Krakowa do nowego Sanktuarium w Hrubieszowie.
Miejsce pierwotnego kultu obrazu MB Sokalskiej, opuszczony Kościół Matki Bożej Pocieszenia w Sokalu wraz z zabudowaniami klasztornymi po przejęciu terenu przez Sowietów został zamieniony w więzienie o zaostrzonym rygorze. Zakład karny utrzymano po odzyskaniu niepodległości przez Ukrainę w 1991 roku. W 2012 roku z niewyjaśnionych do dzisiaj przyczyn zabudowania spłonęły doszczętnie.

## Współczesne miejsca kultu
Głównym ośrodkiem kultu Matki Bożej Sokalskiej jest Hrubieszów. Inne kopie wizerunku czczone są: w kościele św. Bernardyna w Krakowie, w kaplicy wewnątrz pobernardyńskiego kościoła św. Anny w Warszawie oraz w kościele Narodzenia NMP w Ustianowej. Ta ostatnia związana jest bezpośrednio z przesiedleńcami z Sokala i okolic, przeniesionymi w oddane Polsce tereny dzisiejszego powiatu bieszczadzkiego.

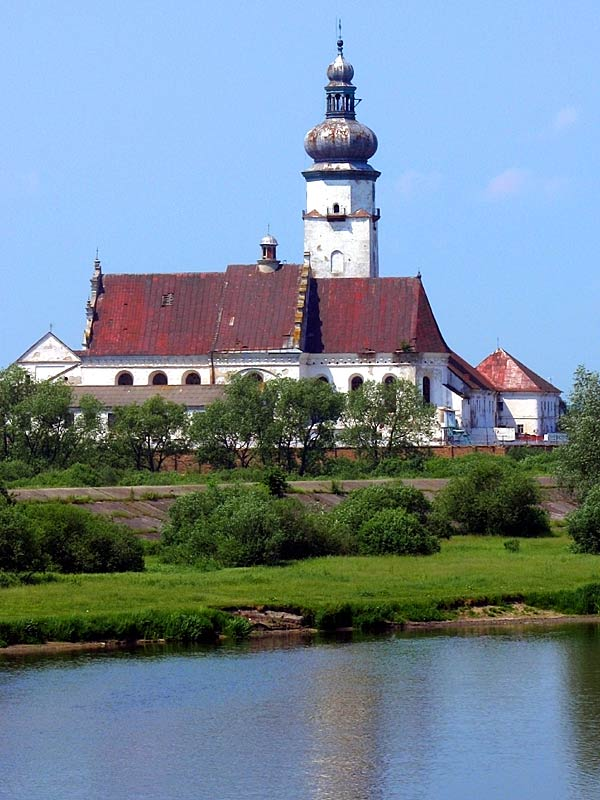
Kościół Maryi Dziewicy i klasztor ojców bernardynów w Żwirce (Sokalu) przed pożarem w 2012 r.
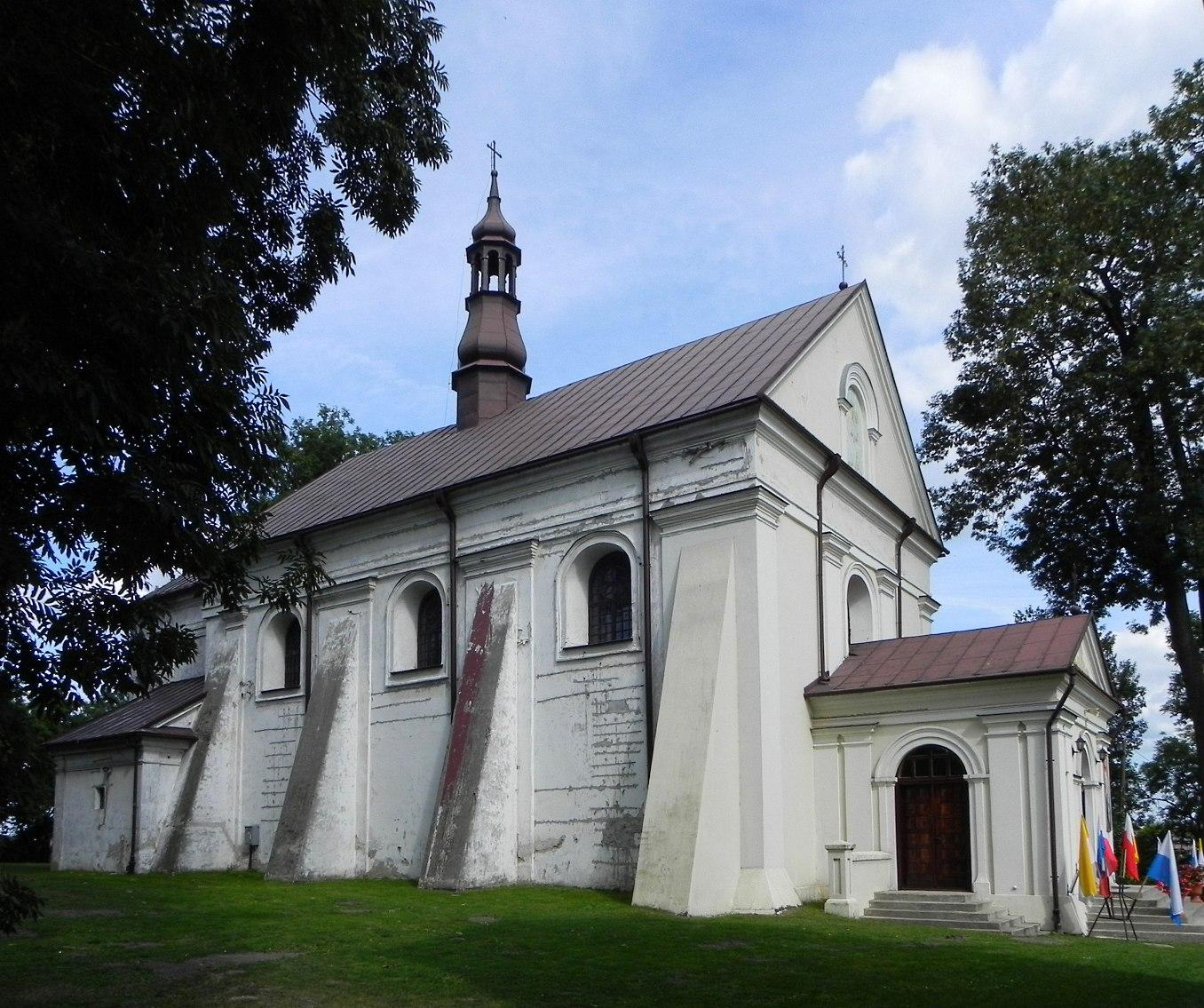
Kościół św. Stanisława Kostki w Hrubieszowie
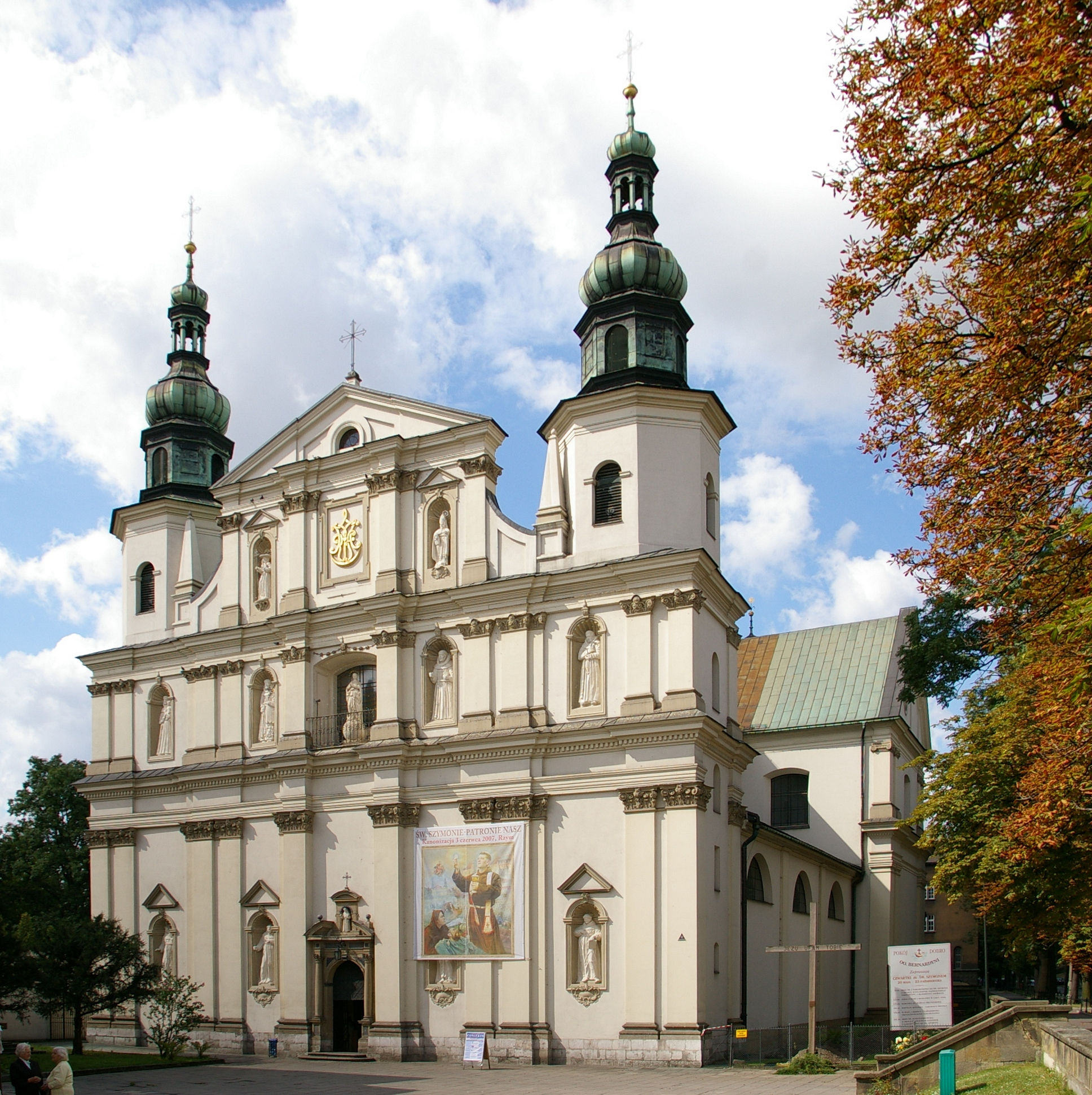
Kościół św. Bernardyna i klasztor ojców bernardynów w Krakowie
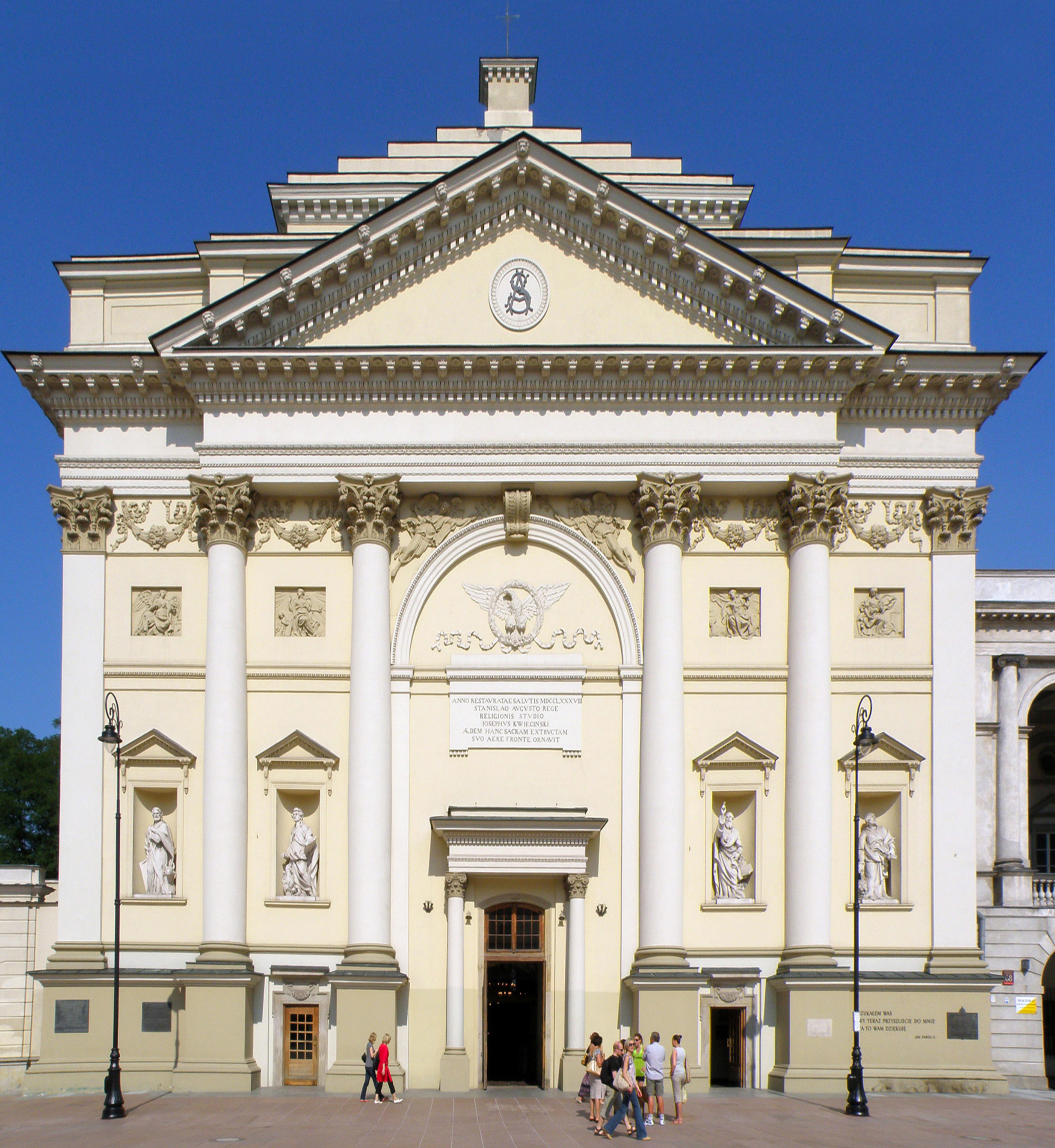
Kościół św. Anny w Warszawie
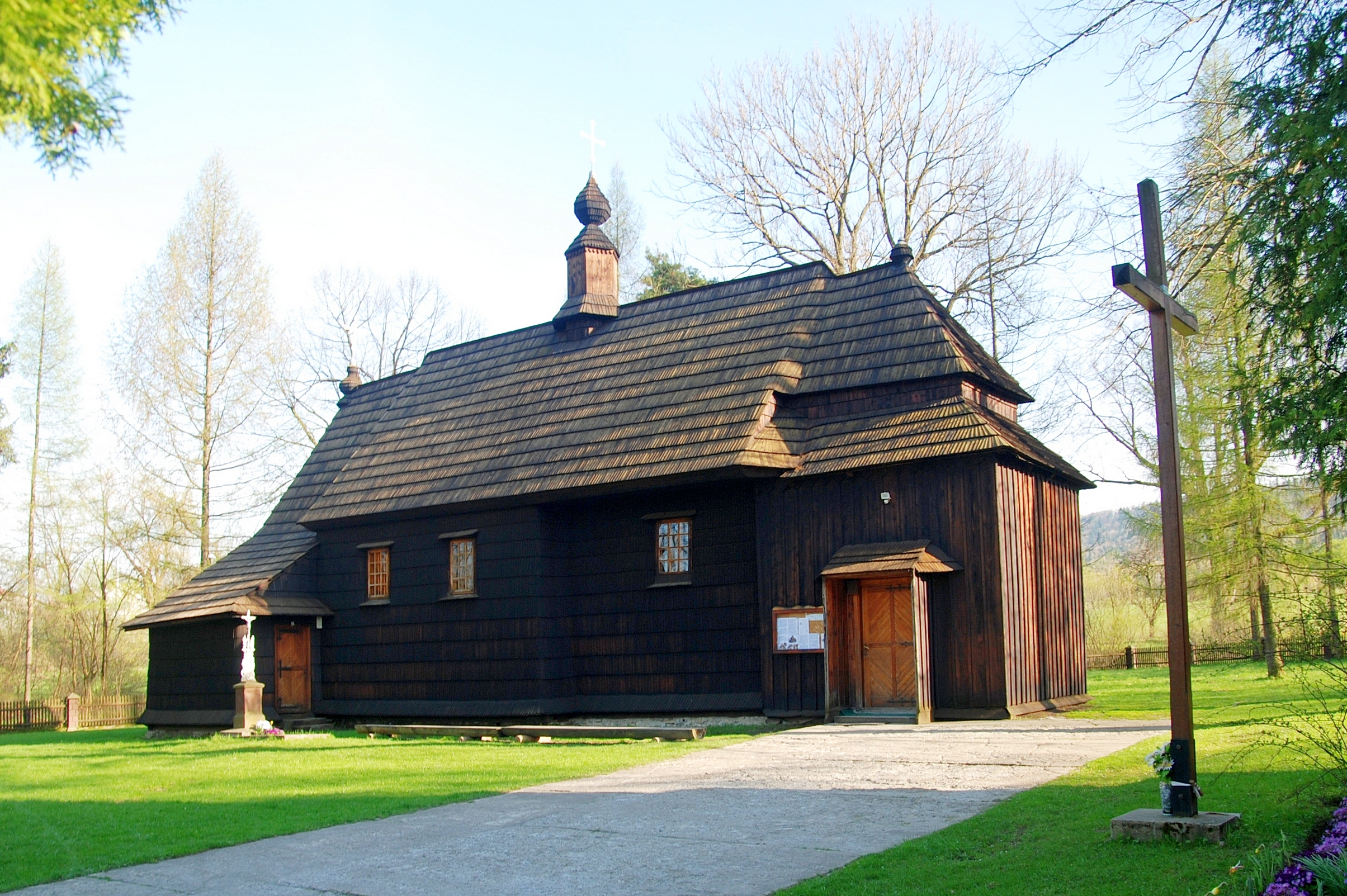
Kościół Narodzenia NMP w Ustianowej